# Am Timan
Am Timan (Arabisch: أم تيمان) is een stad in Tsjaad en de hoofdstad van de provincie Salamat. Am Timan, dat op een hoogte van ruim 400 meter boven zeeniveau ligt, staat in Tsjaad ook bekend als Dabengat. In het Arabisch betekent de naam "moeder van tweeling," omdat in die plaats ooit een buffel twee kalveren tegelijk kreeg. Als hoofdstad heeft het een verzorgende functie voor de steden en dorpen in de omgeving, en voor het Zakuma nationaal park. De stad beschikt over diverse scholen, een kliniek en een dagelijkse markt. Tijdens de burgeroorlog (1965-1996) werden vlak buiten de stad een katoenplantage en een -verwerkingsbedrijf verwoest.
De onverharde luchthaven werd door het Franse vreemdelingenlegioen in 1971 opgeknapt om militaire transporten mogelijk te maken. In die tijd was vrijwel alleen vervoer door de lucht mogelijk om opstandelingen te kunnen bestrijden.
Het droge seizoen duurt zeven maanden per jaar; in die periode wordt waterschaarste een toenemend probleem. Watervoorraden in aquifers worden bereikt door steeds dieper in de bedding van de Bahr Salamat-rivier, een zijrivier van de Chari-rivier, te graven. Als de regens beginnen, gaat de rivier weer stromen. De gemeente ligt in een Ramsar-gebied, de Plaines d’inondation des Bahr Aouk et Salamat (overstromingsgebied), dat een van de grootste beschermde gebieden van deze soort ter wereld is.
Op 23 oktober 2006 werd de verovering van de stad geclaimd door het Verenigd Democratisch Front, bestaande uit drie rebellengroepen. De regering bestreed de claim.
Wegens de nabijheid van het Conflict in Darfur  was Am Timan tussen 2003 en 2012 een aankomstpunt voor vluchtelingen. 

## Demografie
| Jaar | Aantal inwoners |
| ---- | --------------- |
| 1993 | 21 269          |
| 2008 | 30 443          |
| 2012 | 38 261          |